# Topino
Il Topino è un fiume dell'Umbria. Nell'antichità era conosciuto prima con il nome umbro di Supunna (da cui il nome della divinità umbra Supunna), poi con quello latino di Tinia ed è citato da Dante Alighieri nel Canto XI del Paradiso.
È per lunghezza il sesto fiume umbro (dopo Tevere, Nera, Velino, Paglia e Chiascio). Invece è settimo per portata, dopo i sopraelencati ed il Nestore.

## Geografia
Nasce alle pendici del monte Pennino (m 1.571), in località Sorgenti del Topino, presso Bagnara, nel comune di Nocera Umbra, a 649 m s.l.m. Dopo pochi chilometri riceve le acque del Fosso di Bagni e lambisce l'abitato di Nocera Umbra in direzione di Foligno. Sono suoi affluenti il fiume Menotre, il torrente Teverone che si riversa nel fiume Timia, i torrenti Alveolo, Chiona, Caldognola, Attone, Ose, Tattarena e il Fosso dell'Anna, nonché il Maroggia ed il Clitunno che reca le acque perenni (minimo 1 m³/s) della sua celebre sorgente (Fonti del Clitunno). Il Topino attraversa i comuni di Nocera Umbra, Valtopina, Foligno, Bevagna, Cannara e Bettona. Si unisce al fiume Chiascio in località Passaggio di Bettona, per riversare quindi le proprie acque nel Tevere. Il fiume Topino ha una lunghezza di circa 77 km con una pendenza media dell'1%.
Una delle città che è attraversata dal fiume è Foligno, dove il fiume è stato regimentato, per proteggere la città dalle inondazioni, nella prima metà del XIX secolo ad opera dell'ing. Antonio Rutili (Foligno, 1799-1850). A Foligno esiste un parco fluviale urbano del Topino ricavato da una vecchia cava dismessa denominato Parco Hoffmann . Gestito da società private fino al 2015, in questi ultimi anni il parco ha subito un decadimento a causa della scarsa manutenzione.
La sua portata è notevolmente ridotta a causa della captazione delle acque alla sorgente, per alimentare gli acquedotti perugini, compromettendo gravemente e mettendo a rischio la stessa vita del fiume, ma nonostante ciò resta il maggior tributario del Chiascio. 

## Portata
Portata pressoché regolare, pari a 10,50 m3/s.

### Portata media mensile
Dati portata Fiume Topino (Stagione 2015).

## Pesca sportiva
Classificato di cat.”A” (Salmonidi) dalle sorgenti fino alla presa di Pieve Fanonica (Foligno), di cat.”B” (Ciprinidi) il rimanente tratto a valle. Dove classificato “A” occorre, oltre la Licenza di pesca, il Tesserino Segnacatture Regionale. In Comune di Nocera Umbra è in vigore una Zona di Protezione da Ponte Mascionchie a valle fino al guado presso il bivio per Vittiano (circa 1 km).
Specie ittiche presenti: cavedano, barbo, tinca, trota.
Tra le tecniche utilizzate: lo spinning con artificiali o vivo, la pesca al tocco e con la mosca per i salmonidi come la trota sono quelle maggiormente indicate nelle zone più a monte. La pesca a fondo o con galleggiante, con lombrico o camole, si rivelano efficaci per il barbo specie nelle zone a velocità più lineare con alghe di fondo e più profonde.
Permessi necessari: dove classificato di cat. "A" occorre, oltre la licenza di pesca, il tesserino segnacatture regionale.

## Attività ricreative
Nei pressi di Foligno, recentemente è stato istituito il parco fluviale del Topino che si estende su uno spazio di circa 40000 m².
Il parco è stato realizzato dopo la bonifica delle sponde del Topino e con la derivazione di una parte delle sue acque, con opere di ingegneria idraulica, a formare un piccolo laghetto: qui è stata realizzata un'area ricreativa con un moderno anfiteatro all'aperto dove vengono svolte diverse manifestazioni per sensibilizzare il cittadino sul tema dell'acqua, dell'energia pulita, della raccolta differenziata e della sana alimentazione nonché laboratori educativi rivolti anche alle scuole. Attualmente l'area del Parco fluviale del Topino rimane in uno stato di semi-abbandono ed è divenuto meta preferita di tossicodipendenti .